# Ноу Нейм Килберн
«Ноу Нейм Клаб» или «Ноу Нейм Килберн» (где «Ноу Нейм» означает «Без названия») — английский футбольный клуб, который базировался в пригороде Лондона Килберн. Клуб был основан в 1863 году. Вошел в историю как один из одиннадцати основателей Футбольной ассоциации Англии 26 октября 1863 года, где был представлен членом клуба Артуром Пембером, избранным первым президентом ассоциации.
Игроки «Ноу Нейм Килберна» участвовали в исторически первом межрегиональном матче сборной Лондона против футбольного клуба «Шеффилд» 31 марта 1866 года. Состав команды Лондона включал в себя капитана Артура Пембера («Ноу Нейм Килберн»), Чарльза Олкока («Уондерерс»), Эбенезера Морли («Барнс»), Р.Д. Элпистона («Уондерерс»), Артура Киннэрда («Уондерерс»), C. M. Tebbut («Ноу Нейм Килберн»), J. B. Martin («Крусейдерс»), J. K. Barnes («Барнс»), D. M. O’Leary, A. Baker («Ноу Нейм Килберн») и Р.В. Уиллиса («Барнс»). Игра стала решающей для вступления клубов Шеффилда в Футбольную ассоциацию Англии, после чего развитие футбола приобрело широкий характер.
После отъезда Артура Пембера в США, клуб оставался членом Футбольной ассоциации Англии до 1871 года.